# Skjern
Skjern este un oraș în Danemarca.